# ドゥカティ・SS
SS（エスエス、スーパースポーツ、Super Sport）とは、ドゥカティが製造販売オートバイの車種である。これまでに3度、SSの名を冠したシリーズ車種が登場した。

## 概要
サーキットにおける競技走行よりも、一般の舗装路における走りを楽しむことを主眼に置いて製作されたモデルである。やや前傾がきつい乗車姿勢となる。
どのシリーズでも、空冷4ストロークデスモドロミック2バルブ90度V型2気筒の通称「Lツイン」エンジンを採用、外装としてカウルが装着されている。

## モデル一覧

### 初代(1974年-1982年)
748ccエンジンを搭載した750SSと、864ccエンジンを搭載した900SSがあった。

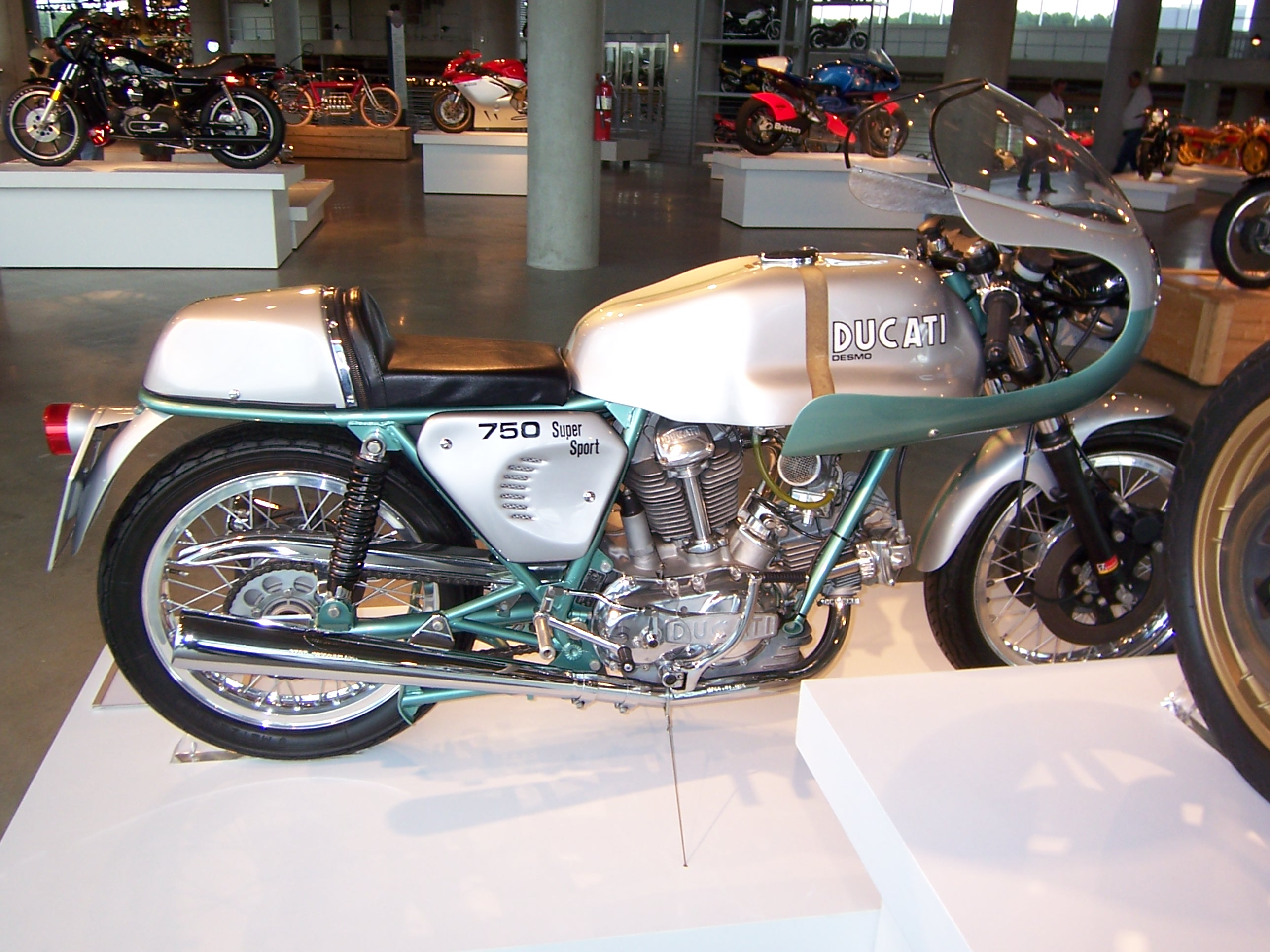
750SSイモラレプリカ

1972年にイモラサーキットで行われた200マイルレースで優勝したポール・スマートの乗っていたレーサーをモチーフとして作られたプリプロダクションモデル、通称イモラレプリカが1973年に少量生産され、翌年の1974年にはこれを基に量産車化された750SSが発売された。なお750SSは、ドゥカティとして「Lツイン」エンジンに初めてデスモドロミック機構を搭載した市販車でもある。

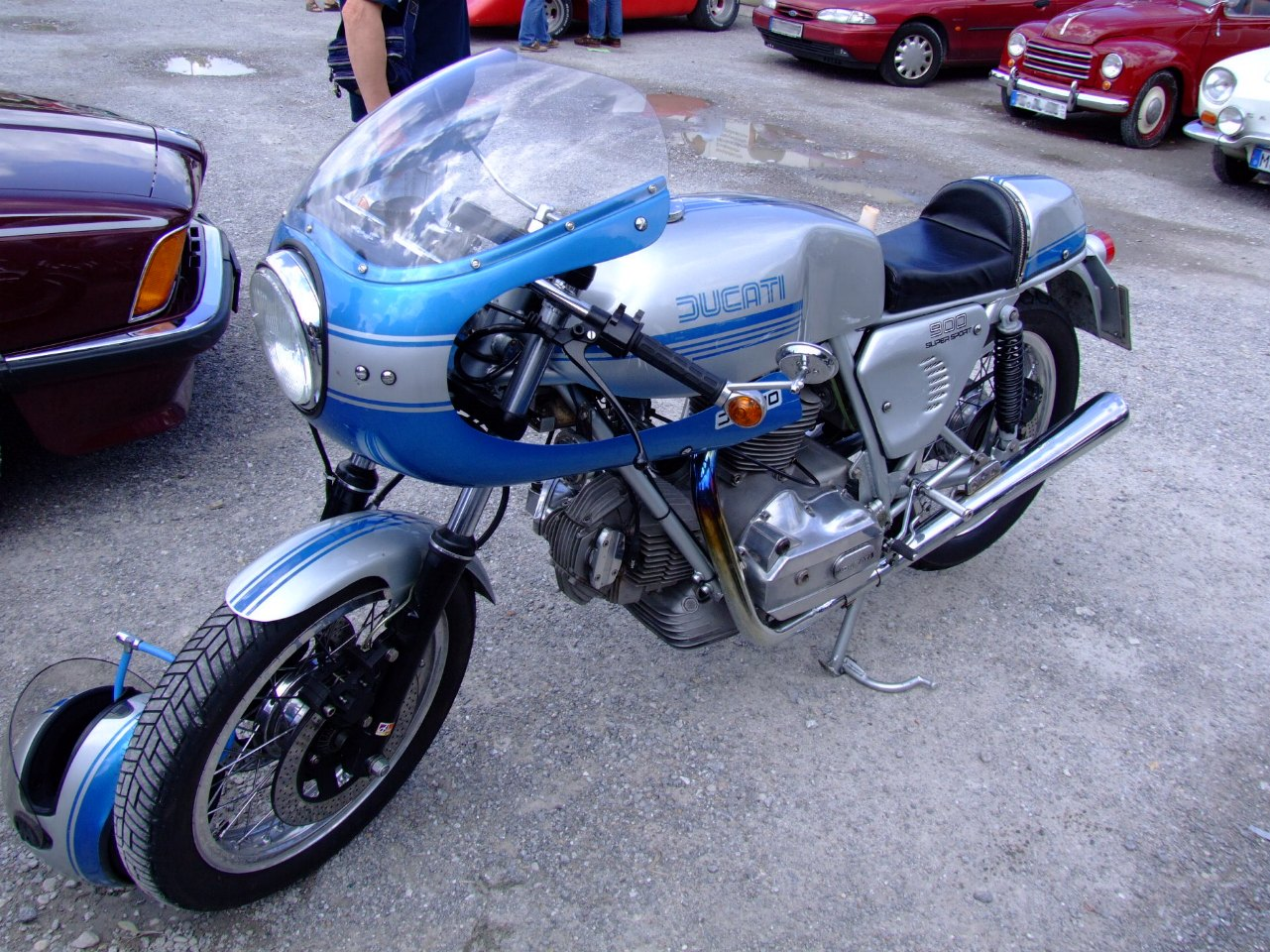
900SS

1975年には900SSも登場した。900SSのエンジンは1979年に登場した900MHR（マイク・ヘイルウッド・レプリカ）にも搭載された。その後、750SSと900SSは細部の改良を続けながらも外観はほぼ変わらずに生産され続け、750SSは1979年、900SSは1982年まで製造販売された。その後は1979年発売の900SSダーマ、1982年発売の900S2、1985年発売の1000S2に引き継がれている。
この時代のSSに搭載されたエンジンは、ベベルギアシャフトによるカムシャフト駆動から通称「ベベルエンジン」とも呼ばれる。更にクランクケースの形状により、丸みを帯びた外観の「ラウンドケース」、角ばった形状の「スクエアケース」、という二種類のエンジンがあった。ラウンドケースエンジンは1974年まで採用され、以降はスクエアケースエンジンが搭載された。つまり、1975年から登場した900SSにはラウンドケースを搭載した車両は存在しない。なお、ラウンドケースは右足で変速操作を行なう「右チェンジ」であり、スクエアケースは左足で変速操作を行なう「左チェンジ」である。
この時代のSSのもう一つの特徴としては、現在のドゥカティでは代名詞となっている鋼管トレリスフレームはまだ採用されず、一般的な形状のダイアモンドフレームが採用されている点が挙げられる。また、750SSと900SSともに、1975年まではFRP製燃料タンクを標準装備していたが、1976年以降は鉄鋼製タンクが標準装備となった。

### 2代目(1989年-1997年)

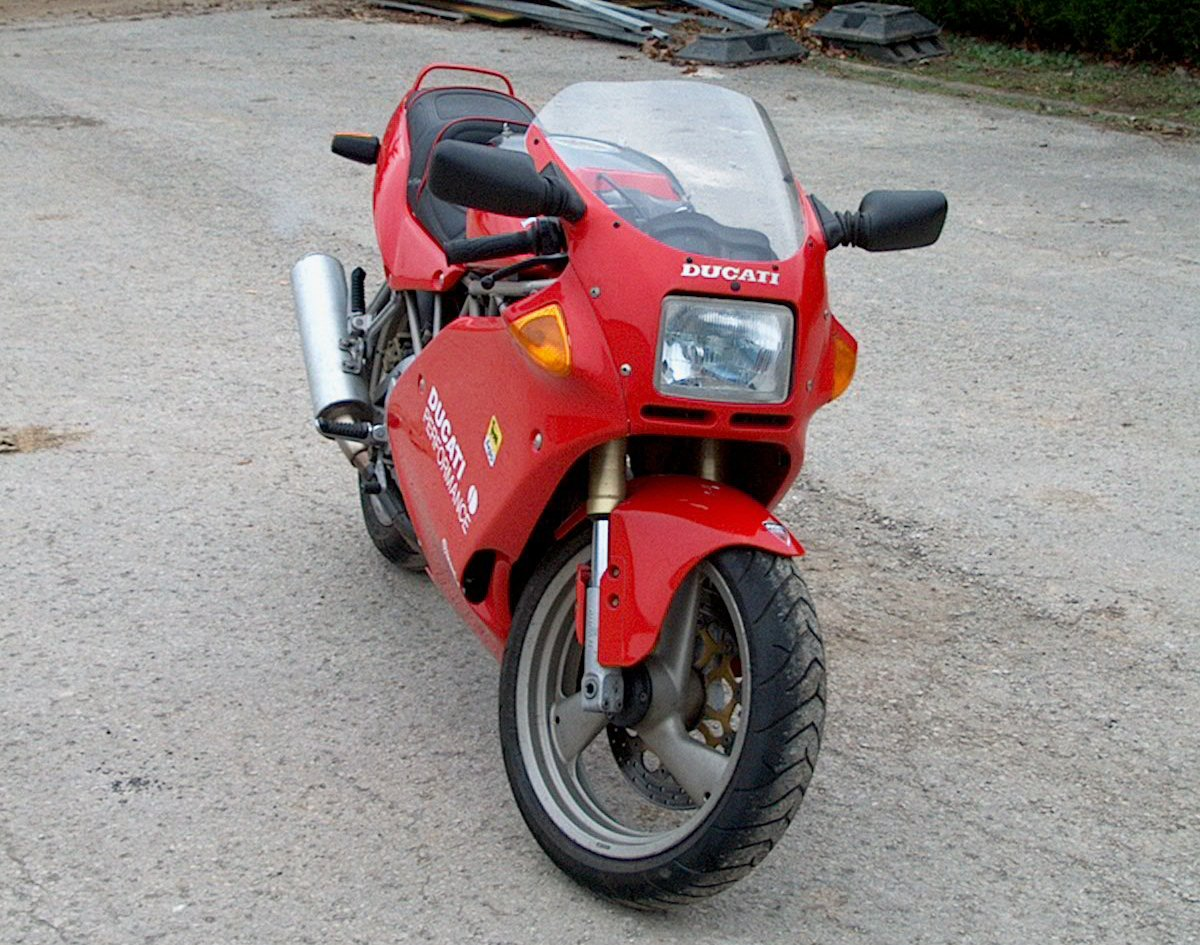
600SS

900SS、900SL、750SS、600SS、400SS(日本市場限定)があった。
1988年発売の750スポルトの上位車種として、1989年夏に1990年式として、久々に「スーパースポーツ」の名を冠する900SSが登場した。750パゾや851で採用された技術や部品を取り入れられ、排気量904ccに拡大された空冷デスモドロミック90度V型2気筒エンジンを搭載し、車体の軽量化などがはかられた。しかしその約2年後となる1991年には、早々とエンジンやフレームを含む車両全体に大幅な改良を加えられた後期型が登場することとなる。
当初は排気量904ccの900SSのみが発売され、1991年に後期型が登場すると、同時期に販売を終了した750スポルトと入れ替わるように排気量748ccの750SSや排気量583ccの600SS等も発売された。
日本においては、免許制度に合わせて排気量を398ccに縮小した、普通自動二輪車免許でも乗れる400SSも1989年から発売された。ただし1991年までは400SSジュニアという車種名であった。
また1992年以降には、一人乗り仕様として更なる軽量化を施した900SL(Super Light、スーパーライト)も限定で販売されていた。なお1997年に発売された900SS FE(Final Edition、ファイナルエディション)の仕様は塗装色以外は900SLとほぼ同じであった。
この時代のSSに搭載されたのは、1979年の500SLに端を発するコグドベルトによるカムシャフト駆動を採用するエンジンである。ただしこれは、先に同様のカム駆動方式を採用した、500SLから750F1までの通称「パンタ(系)エンジン」を750パゾや750スポルトで更に進化させたものであり、細部は異なる。特に一番の違いは給排気の方向で、750パゾで採用された「内側吸気+外側排気」の方式となっている。吸気機構には2連装のダウンドラフト式キャブレターが採用され、初期型(1990年まで)では750パゾや750スポルトと同様のウェーバー製が、後期型(1991年以降)では新たにミクニ製が使われている。
フレームは、この時代のSSになって、後のドゥカティの代名詞ともなった鋼管トレリスフレームが採用される。1990年までの初期型SSのフレームは750F1の流れを汲む750スポルトとほぼ同じものだったが、1991年以降の後期型では同じフレーム形式ながら高剛性化やキャスター角の変更など様々な改良を施された新たなフレームとなった。またフレームの変更と同時に、フロントサスペンションを正立式から倒立式へ、フロントタイヤのサイズを若干細くする等、細部に渡って様々な改良が行なわれた。
この代の後期型から、フルカウルとハーフカウルという、カウルの違いによる二種類の車体が購入時に選べるようになったのも大きな特徴である(初期型はフルカウル版のみだった)。これらはサイドカウルの大きさの違いとそれに伴う車両重量の違いだけだったので、後からもう一方のサイドカウルを購入すれば、簡単にフルカウルとハーフカウルを「着替える」事もできた。

### 3代目(1998年-2006年)

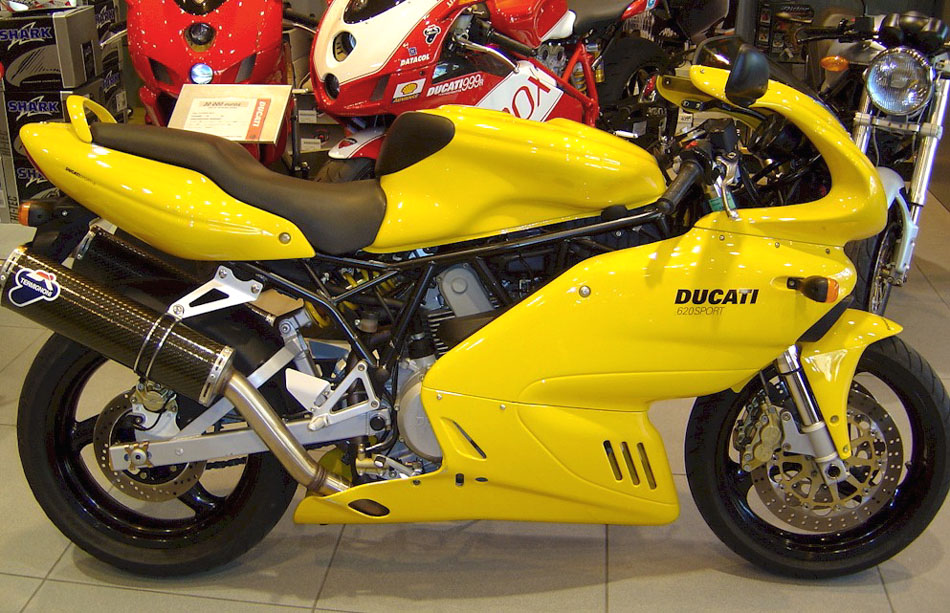
620スポーツ (2003年)

SS900、SS750、SS1000DS、SS800があった。このシリーズのみSSの文字が排気量を示す数字の前に付けられた。
ドゥカティのデザイナー、ピエール・テルブランチによってデザインされたカウルを装着した。登場当初は、フルカウル版であるフルフェアリング(FF)だけだったが、その後ハーフカウル版であるハーフフェアリング(HF)が追加された。
エンジンは先代のものと基本設計は同じながら、吸気が電子制御式燃料噴射となった。2003年には、ムルティストラーダ用に開発された排気量992ccの1000DSエンジンを搭載したSS1000DSが登場し、SS900に取って代わった。SS750も排気量が803ccに拡大されSS800となった。
なお一時期、同じ外観ながらも外装の塗色を簡素化したり排気量を縮小したりした廉価版が併売された。これには年式により900スポーツと750スポーツ(2003年)、800スポーツと620スポーツ(2004年)があったが、その車種名が示す通り、厳密にはこれらはSS(Super Sport)と呼ばれていない。
2005年にはSS800の販売が終了してSS1000DSのみのラインナップとなり、SS1000DSも2006年には販売を終了した。

### 4代目(2017年-現行版)
搭載されるエンジンはハイパーモタードで定評のある、937cc水冷Lツイン「テスタストレッタ11°」で、吸排気系の大径化や最新電子制御システムの採用をはじめとして各部が再設計された。出力特性は3,000rpmで最大トルクの約80％を発生するうえ、9,000rpmでも最大トルクの約90％を維持し、実用性とスポーツ性を兼ね備えた設定。
ブレンボ製ラジアルマウントモノブロックキャリパーのブレーキシステムには、ボッシュ製9MP ABSユニットが組み合わされ、走行環境によって3段階から設定を調節可能。DTC（ドゥカティ・トラクションコントロール）は8段階に設定でき、街乗りからツーリング、サーキットまであらゆる場面で最適な安全性とスポーツ性を両立させる。ライディングモードは「スポーツ」「アーバン」「ツーリング」の3種が設定され、走行状況や好みに応じて変更可能。
2段階に高さを調節できるスクリーンや、手軽に換装できるフットペグ、USB給電システムといったツーリング性能を充実させつつも、最大バンク角は48°というスポーツ性能も確保。あらゆる場面でパフォーマンスを発揮できるスポーツモデルだ。